# Trapa
Trapa is een geslacht van waterplanten uit de kattenstaartfamilie (Lythraceae). De soorten komen voor in warmgematigd en (sub)tropisch Eurazië en Afrika.

## Soorten
- Trapa assamica Wójcicki
- Trapa hankensis Pshenn.
- Trapa hyrcana Woronow
- Trapa incisa Siebold & Zucc.
- Trapa kashmirensis Wójcicki
- Trapa kozhevnikoviorum Pshenn.
- Trapa natans L.
- Trapa nedoluzhkoi Pshenn.

Adenaria · 
Ammannia · 
Capuronia · 
Crenea · 
Cuphea · 
Decodon · 
Diplusodon · 
Duabanga · 
Galpinia · 
Ginoria · 
Haitia · 
Heimia · 
Hionanthera · 
Koehneria · 
Lafoensia · 
Lagerstroemia · 
Lourtella · 
Lythrum (Kattenstaart) · 
Nesaea · 
Pehria · 
Pemphis · 
Physocalymma · 
Pleurophora · 
Punica · 
Rotala · 
Socotria · 
Sonneratia · 
Tetrataxis · 
Trapa · 
Woodfordia